# Call of Duty : Les Chemins de la victoire
Call of Duty : Les Chemins de la victoire (en anglais Call of Duty: Roads to Victory) est un jeu de tir à la première personne de la série des  Call of Duty sorti en mars 2007 sur PlayStation Portable qui se déroule lors de la Seconde Guerre mondiale.

## Campagne
Le scénario se déroule lors de la Seconde Guerre mondiale, il y a trois campagnes dans le jeu : Américaine, Canadienne et Anglaise. Il y a 14 niveaux.

## Multijoueur
Le mode multijoueur peut se jouer jusqu'à six joueurs sur neuf cartes différentes.

## Accueil
- Jeuxvideo.com : 11/20[1]